# Гарсия, Эктор
Эктор Гарсия Отеро (исп. Héctor García Otero; 12 июня 1926, Монтевидео — не позднее 2004) — уругвайский баскетболист, тренер. Двукратный бронзовый призёр летних Олимпийских игр 1952 и 1956 годов, участник летних Олимпийских игр 1948 года, чемпион Южной Америки 1955 года.

## Биография
Эктор Гарсия родился 12 июня 1926 года в уругвайском городе Монтевидео.
Играл в баскетбол за «Пеньяроль» из Монтевидео.
В 1948 году вошёл в состав сборной Уругвая по баскетболу на летних Олимпийских играх в Лондоне, занявшей 5-е место. Провёл 4 матча, набрал (по имеющимся данным) 4 очка в матче со сборной США.
В 1952 году вошёл в состав сборной Уругвая по баскетболу на летних Олимпийских играх в Хельсинки и завоевал бронзовую медаль. Провёл 7 матчей, набрал 28 очков (10 в матче со сборной Венгрии, 7 — с СССР, по 3 — с Аргентиной, Болгарией и Чехословакией, 2 — с Францией).
В 1954 году участвовал в чемпионате мира в Рио-де-Жанейро, где уругвайцы заняли 6-е место. Провёл 1 матч, набрал 9 очков.
В 1955 году завоевал золотую медаль чемпионата Южной Америки в Кукуте.
В 1956 году вошёл в состав сборной Уругвая по баскетболу на летних Олимпийских играх в Мельбурне и завоевал бронзовую медаль. Провёл 8 матчей, набрал 31 очко (10 в матче со сборной Филиппин, 8 — с Южной Кореей, по 3 — с Чили, Болгарией и США, по 2 — с Тайванем и Францией).
В 1959 году участвовал в чемпионате мира в Сантьяго, где уругвайцы заняли 9-е место. Провёл 6 матчей, набрал 30 очков.
После окончания игровой карьеры стал тренером. В 1970—1972 годах тренировал уругвайский «Троувилье».
Умер не позднее 2004 года.